# Phó chỉ huy Marcos
Phó chỉ huy Khởi nghĩa Marcos (Subcomandante Insurgente Marcos), gọi tắt là Phó chỉ huy Marcos (Subcomandante Marcos) là bí danh của nhà tư tưởng, người phát ngôn và người chỉ huy trên thực tế của Quân đội Giải phóng Dân tộc Zapatista (Ejército Zapatista de Liberación Nacional - ELZN), một lực lượng khởi nghĩa ở México có tôn chỉ đấu tranh cho quyền lợi của các dân tộc bản địa ở México. Theo nhà cầm quyền México, ông này có tên thật là Rafael Sebastián Guillén Vicente. Hoạt động của Marcos và ELZN bắt đầu vào ngày 1 tháng 1 năm 1994, lúc Hiệp định thương mại tự do Bắc Mỹ bắt đầu có hiệu lực. Ngày hôm đó, Marcos dẫn đầu một nhóm quân lính tiến vào bang Chiapas và tuyên chiến với chính phủ México nhằm phản đối sự ngược đãi của chính phủ đối với người dân bản xứ.
Ngoài vai trò là một chỉ huy quân sự, Marcos cũng là một nhà văn, nhà thơ chính trị, một người theo chủ nghĩa chống tư bản, người luôn đấu tranh đòi sửa đổi Hiến pháp México nhằm bổ sung các điều khoản chính thức công nhận quyền lợi chính trị và nhân quyền của các cộng đồng người da đỏ bản địa. Phó chỉ huy Marcos được biết đến nhiều phần nào bởi khả năng viết văn tốt cũng như khả năng tranh thủ các phương tiện truyền thông. Các bài viết của ông (chủ yếu đăng trên báo La Joranada) cũng như việc thường xuyên xuất hiện trong chiếc mũ trùm đầu che kín mặt đã khiến ông trở nên khá nổi tiếng trên thế giới dưới tư cách là biểu tượng của những người đối lập. Nhiều nhà báo cho rằng Marcos là một người theo chủ nghĩa hậu hiện đại và là một Che Guevara kiểu mới.
Bí danh "Marcos" được cho lấy theo tên của một người bạn của ông đã bị giết tại một trạm kiểm soát quân sự, ông nói thêm rằng việc ghi nhớ tên của người đã khuất mang ý nghĩa nói rằng người ấy không chết mà vẫn tiếp tục chiến đấu Bí danh "đại biểu số không" (Delegado Cero) được Marcos dùng trong chương trình "Chiến dịch khác" (La Otra Campaña), một kế hoạch du thuyết và vận động trên quy mô toàn bộ đất nước México nhằm kêu gọi cho quyền tự trị và quyền lợi chính trị - xã hội của các công xã người da đỏ bản xứ México (los indios de México).
Ngày 25 tháng 5 năm 2014, Marcos công bố một bức thư tuyên bố thay đổi tên gọi và danh phận, nói rằng hình ảnh Marcos bây giờ không còn cần thiết nữa, và từ nay ông sẽ mang tên "Phó Chỉ huy Galeano". Galeano là bí danh của là José Luis Solís López người vừà tử trận trước đó ít ngày trong một cuộc tấn công của các tổ chức đối địch vào một khu dân cư của ELZN ở La Realidad, và ông sẽ mang tên "Phó chỉ huy Galeano" để vinh danh người đồng đội đã tử trận.

## Tiểu sử và sự nghiệp

### Danh tính
Kết quả điều tra danh tính thật của Phó chỉ huy Marcos có sự đóng góp lớn của Max Appedole, một người bạn học cũ của Marcos; trên thực tế mục đích và kết quả những hoạt động của Maz Appedole là nhằm chứng minh Marcos là một người có tư tưởng ôn hòa chứ không phải là phần tử khủng bố như cáo buộc của chính phủ. Ngoài ra còn có những tiết lộ của Chỉ huy Salvador Morales Garibay, một phần tử bất mãn với Marcos và đào tẩu sang phe chính phủ.
Theo công bố của chính phủ México ngày 9 tháng 5 năm 1995, họ điều tra được Phó chỉ huy Marcos có tên thật là Rafael Sebastián Guillén Vicente, sinh ngày 19 tháng 6 năm 1957 tại Tampico, Tamaulipas, xuất thân trong một gia đình người Tây Ban Nha di cư. Cha của ông là Alfonso Guillen Xicoténcatl, một người da đỏ bản xứ, còn mẹ là Maria del Socorro Vicente González. Ông là con thứ tư trong một gia đình 8 anh chị em. Gia đình của Guillén vốn tích cực tham gia vào chính trị, trong đó một người chị của ông là Mercedes del Carmen Guillén Vicente từng là dân biểu liên bang của Đảng Thể chế Cách mạng và là một thành viên trong nội các của Tổng thống Enrique Peña Nieto. Từ năm 1963 đến 1969 Guillén theo học tại trường Colegio Félix de Jesús Rougier, một trường dòng của Hội Thừa sai Thánh Thể Thiên Chúa Ba Ngôi (Misioneras Eucarísticas de la Santísima Trinidad). Từ năm 1970 đến 1976 ông học ở Học viện Văn hóa Tampico, một trường do Dòng Tên thành lập, và chịu ảnh hưởng của thần học khai phóng tại đây. Sau Guillén rời nhà lên thủ đô México, D. F. theo học tại Đại học Tự trị Quốc gia México (UNAM) và tốt nghiệp ngành triết học. Sau khi ra trường Guillén giảng dạy tại Đại học Tự trị Đô thị (Universidad Autónoma Metropolitana) và trong một thời gian ngắn ông sống ở Tây Ban Nha, chủ yếu là Barcelona, làm việc tại chuỗi cửa hàng bách hóa El Corte Inglés.
Tuy nhiên, cần lưu ý là gia đình Guillén Vicente tỏ ra không biết về số phận của ông và cũng không nhận xét gì về việc liệu Marcos và Rafael Sebastián Guillén Vicente có phải là một người hay không. Marcos cũng không thừa nhận gì về chuyện mình là Rafael Gullén hay không, nhưng trong buổi du thuyết ở thủ đô México D. F., Marcos từng đến thăm đại học UNAM, nơi Guillén Vicente từng học và tuyên bố rằng trong quá khứ mình từng ở đó. Trong buổi phỏng vấn với García Márquez và Roberto Pombo, Marcos kể lại xuất thân của mình như sau:
| “                     | Gia đình tôi thuộc tầng lớp trung lưu. Cha tôi, người chủ gia đình, dạy học ở trường làng dưới thời cầm quyền của Cárdenas khi mà, như ông ấy thường nói, giáo viên sẽ bị cắt tai nếu trở thành người cộng sản. Mẹ tôi cũng dạy học ở trường làng, sau đó họ di cư và bước chân vào giới trung lưu: đó là một gia đình không gặp khó khăn về tài chính. ... Trong gia đình tôi, từ ngữ có giá trị rất đặc biệt. Cách chúng tôi tiếp cận thế giới là thông qua ngôn ngữ. Chúng tôi học đọc, không nhiều trong trường lớp mà trong các bài báo. Cha mẹ tôi sớm đưa chúng tôi sách báo có nội dung hé lộ nhiều điều khác. Bằng cách này hay cách khác, chúng tôi trở nên ý thức về ngôn ngữ - không phải dưới tư cách một phương tiện giao tiếp, mà dưới tư cách xây dựng một cái gì đó. Nó giống như là một niềm yêu thích hơn là một nghĩa vụ. | ” |
| — Phó chỉ huy Marcos, | |   |

Khi được hỏi về tuổi, Marcos đùa: "Tôi 518 tuổi." và cười lớn.

### Sự nghiệp chính trị
Tư tưởng chính trị của Marcos chịu nhiều ảnh hưởng từ sự kiện thảm sát Tlatelolco ngày 2 tháng 10 năm 1968 khi chính quyền México đàn áp cuộc đấu tranh của sinh viên và người dân. Sau đó, Marcos tham gia Quân Giải phóng Dân tộc, một lực lượng vũ trang theo chủ nghĩa Mao. Bị chính quyền săn đuổi gắt gao và không thể an toàn sống trong khu vực đô thị, ông di tản đến vùng núi Chiapas với hành trang là tư tưởng và lý luận cách mạng và thực hiện công tác vận động trong cộng đồng người Maya nghèo nhằm chuẩn bị cho một cuộc cách mạng vô sản chống lại giai cấp tư sản México và chính quyền. Tuy nhiên, những người dân địa phương phớt lờ những gì ông nói và chỉ cho Marcos biết rằng họ không phải là những công nhân trong thành phố và họ không xem ruộng đất như tài sản cá nhân mà xem chúng như là cốt tủy, trung tâm của cả cộng đồng. Không thành công trong việc thuyết phục người dân địa phương làm cách mạng, Marcos chuyển sang tìm hiểu và học hỏi về văn hóa Maya, và càng học ông càng cảm thấy mình vẫn chưa biết về rất nhiều thứ. Trong phim tài liệu A Place Called Chiapas (1998), Marcos đã kể lại quãng thời gian sống tại đây như sau:
| “ | Thử tưởng tượng về một người xuất thân từ nền văn hóa đô thị. Sống trong một trong những thành phố lớn nhất thế giới, nhận được sự giáo dục cấp đại học và quen với lối sống thành thị. Nó giống như là đến một hành tinh khác. Ngôn ngữ và môi trường xung quanh hoàn toàn mới. Bạn bị xem là người ngoài hành tinh đến từ vũ trụ ngoài kia. Mọi thứ nói với bạn là: "Biến đi. Đây là một sai lầm. Ngươi không thuộc về nơi này."; và nó nói bằng một ngôn ngữ xa lạ. Nhưng những thứ đó giúp cho bạn biết về con người ở đây và lối xử sự của họ, về thời tiết, về trời mưa trời nắng, về mặt trời, về đất đai, về cách đất trở thành bùn, về bệnh dịch, về sâu bọ, về nỗi nhớ nhà. Mọi thứ nói với bạn là "Nhà ngươi không thuộc về nơi này". Nếu nó không phải là ác mộng thì nó là gì ? | ” |

Tuy nhiên, từ những trải nghiệm đó, một "quân giải phóng" kiểu mới đã được thành lập, trong đó nó không được chỉ huy bởi các lãnh đạo quân sự mà bởi cộng đồng dân cư sống trong vùng. Theo ý tưởng này, bản thân Marcos không phải là một người chỉ huy và ra lệnh, mà là một "phó chỉ huy" (subcommandante) có nhiệm vụ thực thi các ý muốn của cộng đồng, và là người phát ngôn của tổ chức Sau những thất bại ban đầu và những trải nghiệm về cuộc sống của người dân bản địa, ông thay đổi lý tưởng cách mạng xã hội sang xử lý các vấn đề trực tiếp về xã hội, chính trị và kinh tế của người dân Chiapas và nhân dân nói chung. Tư tưởng của Marcos dần dần tiếp thu các yếu tố hậu hiện đại cũng như các học thuyết của Antonio Gramsci, người sáng lập và lãnh đạo Đảng Cộng sản Ý, vốn rất thịnh hành trong giới trí thức México thời đó.
Marcos rời México vào giữa thập niên 1980 để đến Nicaragua tham gia vào lực lượng Sandinista dưới bí danh "Người México" (El Mejicano) và đến cuối thập niên thì trở về nước bắt đầu xây dựng những hạt nhân đầu tiên của Quân đội Giải phóng Dân tộc Zapatista (ELZN) dưới sự giúp đỡ của những người Sandinsista cùng với lực lượng du kích cánh tả FLMN tại El Salvador

#### Khởi nghĩa Zapatista

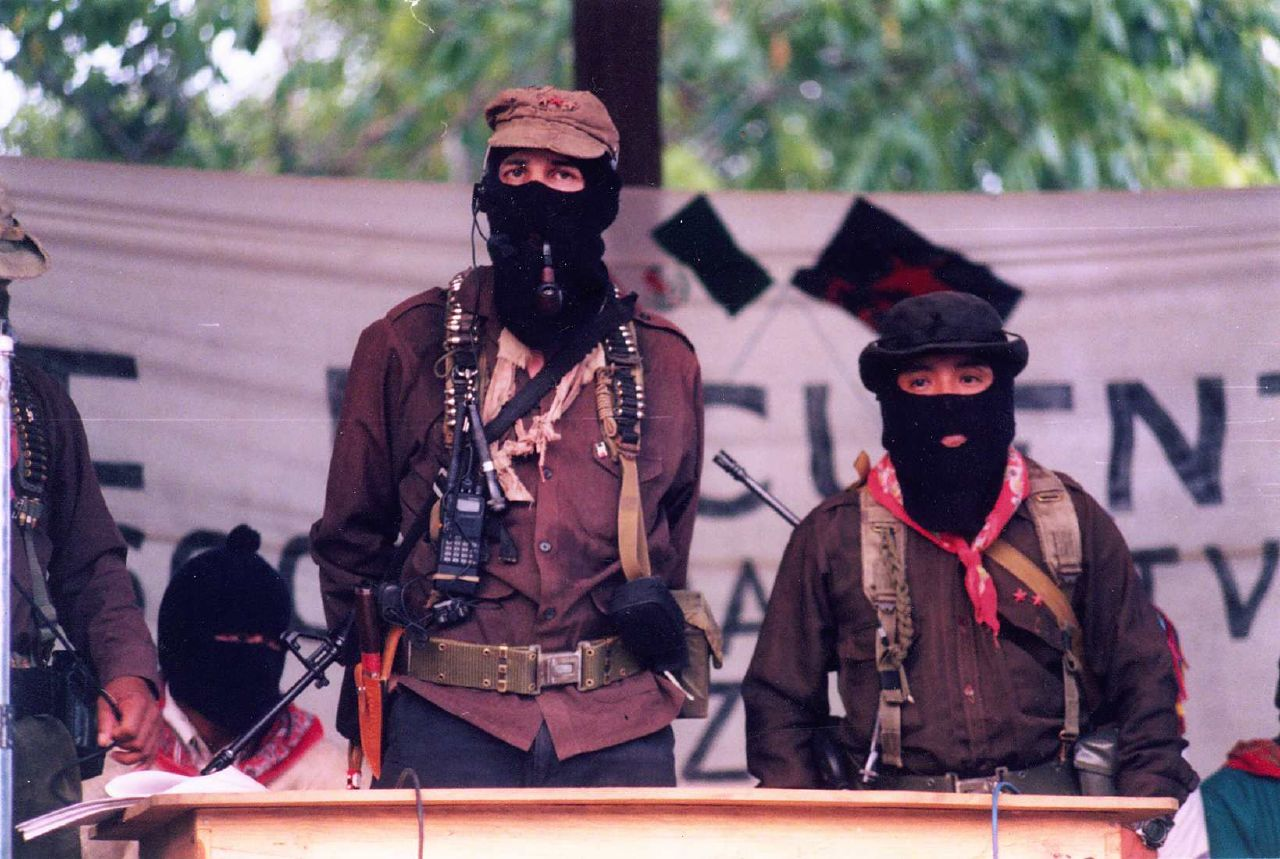
Phó chỉ huy Marcos (người đứng giữa, đội mũ nâu nhạt) tại Chiapas.

Quân giải phóng Zapatista ELZN bắt đầu được công luận biết đến vào ngày 1 tháng 1 năm 1994, khi Hiệp định thương mại tự do Bắc Mỹ (NAFTA) giữa Hoa Kỳ, Canada với México - cái mà Marcos gọi là "án tử hình đối với các dân tộc bản địa ở México" - bắt đầu có hiệu lực. Sau khi công bố Tuyên cáo Thứ nhất và Luật cách mạng tại rừng Lacandón, ELZN tuyên chiến với chính phủ México và quyết định khởi nghĩa, với mục địch là kích động một cuộc cách mạng toàn quốc và nếu khởi nghĩa thất bại thì cũng đánh động dư luận, kêu gọi mọi người phản đối hiệp ước NAFTA vốn sẽ làm gia tăng khoảng cách giàu nghèo ở México - một tiên đoán mà sau đó đã được chứng minh là đúng sự thật. Cuộc khởi nghĩa nhanh chóng bị dập tắt nhưng quân đội chính phủ đã thất bại trong việc truy quét và bắt sống các lãnh đạo của ELZN. Cuối cùng, sau một thời gian đàm phán, ELZN đã thu được một số thành công chính trị khi buộc chính quyền phải ký các hiệp ước công nhận quyền tự trị rộng rãi hơn và các quyền lợi khác cho những cộng đồng dân da đỏ bản địa. Bản thân ELZN cũng thay đổi phương thức đấu tranh, trong đó hạn chế sử dụng vũ lực và quân sự, mà thay vào đó là mở các chiến dịch tuyên truyền, sử dụng các phương tiện truyền thông để phát tán các thông điệp về lý tưởng đấu tranh của họ. Sự thay đổi về chiến thuật đã giúp ELZN giành được sự ủng hộ của nhiều tổ chức phi chính phủ và các đảng phái cánh tả khác nhau cũng như thu hút nhiều hơn chú ý của công luận.
| “                     | Chúng tôi ngỡ rằng, những người khác một là sẽ không thèm để ý đến chúng tôi, hai là sẽ sát cánh chiến đấu cùng chúng tôi. Nhưng họ không phản hồi theo cả hai phương cách đó. Hóa ra tất cả những người đó, hàng nghìn, hàng chục nghìn, hàng trăm nghìn, có khi cả triệu người, không muốn nổi dậy cùng với chúng tôi nhưng họ cũng không muốn bị áp bức. Họ muốn chúng tôi đối thoại. Điều này phá vỡ hoàn toàn ý đồ của chúng tôi và kết quả là nó đã định hình nên một chủ nghĩa Zapata kiểu mới. | ” |
| — Phó chỉ huy Marcos, | |   |

David Graeber mô tả rằng, quân đội ELZN của Marcos đã đi "xâm chiếm" các căn cứ quân sự México mà trong tay không hề có một tấc sắt, và phương pháp "chiến đấu" đó là gào thét và làm xấu hổ những binh sĩ đồn trú trong đó. Những sự kiện "xâm chiếm" hoàn toàn không có bạo lực, không có đổ máu này cũng được các tổ chức như Phong trào Nông dân không có đất ở Brasil áp dụng.

#### Phong trào "Chiến dịch Khác" (2006)
Ngày 1 tháng 1 năm 2006, Marcos lấy bí danh "Đại biểu số không" (Delegado Zero) thực hiện một chuyến du thuyết trên khắp 32 bang México, phát động phong trào "Chiến dịch Khác" (La Otra Campaña). Mục đích của chiến dịch này là lắng nghe nguyện vọng của các tầng lớp nhân dân México nhằm mục đích tạo ra những thay đổi trong xã hội hiện tại. Phong trào này chịu sự chi phối của các tư tưởng và nguyên lý nhất định, tỉ như chống tư bản, bình đẳng quyền lợi, và một số yếu tố khác sẽ quyết định tính chất phong trào trong suốt quá trình du thuyết. Ngoài ra, chủ trương của phong trào này cũng nói rõ nó tách bạch với các chính đảng lớn của México, không liên quan đến việc ủng hộ người này người kia lên cầm quyền, mà chỉ là thuần túy là đấu tranh.
| “                     | Quá trình bầu cử đã bắt đầu và một số người sẽ đến và nói rằng nếu người ta ủng hộ họ thì mọi thứ sẽ được giải quyết. Nhưng chúng tôi đến đây để nói rằng, chúng tôi không dự tính giải quyết cái gì hay đem đến giải pháp; chúng tôi đem đến vấn đề và lời mời hợp tác với các đồng nghiệp đang đứng lên ở các vùng khác của đất nước để cùng xây dựng một México mới. | ” |
| — Phó chỉ huy Marcos, | |   |

Nhận xét về các chính trị gia, Marcos nói rằng Đảng Hành động Dân tộc (PAN) hiện đang bị khống chế bởi tập đoàn cánh hữu El Yunque và đang luyến tiếc quá khứ bằng việc đốt cháy vụ bỏ phiếu kín năm 1988 và cùng nắm quyền với Đảng Thể chế Cách mạng (PRI); còn PRI là đảng đã kiến tạo ra hệ thống đảng phái hiện nay, gieo mầm ý niệm về chủ nghĩa tân tự do vốn đã phá hủy nền tảng của México, và ứng cử viên Tổng thống của PRI là Roberto Madrazo bị miêu tả là "tên trộm đáng xấu hổ". Đảng Cách mạng Dân chủ bị miêu tả là có chiến lược sai lầm, còn ứng cử viên của Đảng là Andrés Manuel López Obrador thì, hình tượng của Carlos Salinas de Gortari mà ông ta xây dựng chỉ là cái gương. Tổng thống Vincent Fox bị chỉ trích là khoán hết tiền cứu trợ nạn nhân bão Stan cho đám thầu khoán trong khi dân đen thì chờ dài cổ mà không thấy cứu trợ gì.
Một địa điểm dừng chân của Marcos trong cuộc du thuyết chính là Tampico, quê hương của gia đình Guillién Vincente. Marcos bắt đầu buổi diễn thuyết bằng câu "Chào buổi tối, Tampico, thủ đô của thế giới và thiên đường. Chúng tôi muốn xin các bạn ít phút để mở lòng và lắng nghe những lời nói của chúng tôi."
Trong chuyến hành trình dài 3.000 cây số đến thủ đô, Marcos được đón chào bởi "một đám đông khổng lồ đang ca tụng và huýt sáo" đồng thời trên nhiều nơi xuất hiện những "búp bê thủ công Marcos, áo thun in hình mặt Marcos đang mang mũ trùm đầu che mặt, áp phích và huy hiệu".
Marcos thừa nhận là ông cảm thấy chịu sức ép rất nặng nề trong phong trào này:
| “         | Đúng vậy, đó là một gánh nặng lớn vì nhiều người vẫn còn nghĩ rằng những sai lầm của ELZN là do Marcos, còn những ý tưởng tốt đến từ các cộng đồng. Mặc dù chúng tôi thường xuyên là các cột thu lôi, trong hàng ngũ các đồng chí (compañeros) thì binh đoàn lao động này khiến người ta lo lắng, vì họ thường nói rằng 'Trong tất cả các trường hợp nếu như có ai đó tấn công thì đòn đánh sẽ nhằm vào các bạn.'... Trong phần lớn thời gian tôi tham gia chiến dịch, tôi thường cảm thấy khó ở, vì nơi đó không phải là địa bàn của tôi, không có phương tiện truyền thông, không có các đồng đội đồng chí, và không có nguồn vốn. | ” |
| — Marcos, | |   |

Tuy nhiên ông khẳng định rằng "nếu như tôi phải làm lại việc này từ đầu thì tôi cũng không thay đổi gì... mà nếu như tôi nghĩ rằng có sự thay đổi, thì nó là thế này: tôi sẽ không chiếm giữ vai trò quá nổi trội trên các phương tiện truyền thông." Marcos cũng ý thức được nguy cơ bị ám sát, nhưng trả lời "Chúng tôi không sợ chết trong quá trình đấu tranh. Những điều tốt đẹp đã được gieo trồng trên mảnh đất màu mỡ. Mảnh đất màu nằm trong trái tim của tất cả các bạn, và đó là nơi mà phẩm giá của những người Zapatista nảy nở.'"
Trong quá trình Marcos thực hiện du thuyết, tại vùng San Salvador Atenco nổ ra một cuộc bạo động do người dân Atenco và Texcoco bất mãn với việc cảnh sát đuổi đánh và ngăn cấm việc hành nghề của 60 người buôn bán hoa tại khu chợ Belisario Domínguez. Cảnh sát bị cáo buộc là đã lạm dụng vũ lực trong việc trấn áp bạo động khiến 2 người chết, nhiều người bị thương và nhiều phụ nữ bị cảnh sát cưỡng hiếp. Marcos và ELZN đã tạm đình chỉ "chiến dịch khác" để tập trung vận động đòi trả tự do ngay lập tức cho những người bạo động bị cảnh sát bắt giữ.

#### Tuyên cáo Burla
Marcos ấn hành một tranh biếm có nội dung chỉ ra rằng các chương trình truyền hình được trả tiền và của Bắc Mỹ vốn được dùng để chỉ trích khiến cho những người sử dụng mạng xã hội chế riễu Phó chỉ huy Marcos về việc nói rằng thế giới phi Zapatista đang sụp đổ chỉ chứng minh là hóa ra dân chúng đang coi chương trình truyền hình của Hoa Kỳ.

## Tư tưởng chính trị
| “                    | Chúng tôi không muốn áp đặt các giải pháp của mình bằng vũ lực, chúng tôi muốn tạo một không gian dân chủ. Chúng tôi không xem đấu tranh vũ trang theo kiểu cổ điển như các cuộc chiến tranh du kích trước đó, theo kiểu con đường duy nhất và sự thật duy nhất đúng mà mọi thứ đều sắp xếp xung quanh nó. Trong cuộc chiến tranh, thứ quyết định không phải là cuộc chạm trán quân sự mà là yếu tố chính trị được đặt cược vào cuộc chạm trán. Chúng tôi không tham chiến để giết hay để bị giết. Chúng tôi tham chiến để được lắng nghe. | ” |
| — Phó chỉ huy Marcos | |   |

| “                                                                                                   | Marcos là người đồng tính ở San Francisco, người da đen ở Nam Phi, người châu Á ở châu Âu, người Chicano ở San Ysidro, người vô chính phủ ở Tây Ban Nha, người Palestin ở Israel, người da đỏ Maya trên đường phố San Cristobal, thành viên băng đảng ở Neza, nghệ sĩ nhạc rock ở Đại học Quốc gia, người Do Thái ở Đức Quốc xã, người thanh tra trong Bộ Quốc phòng, nhà hoạt động vì quyền phụ nữ trong một đảng chính trị, người cộng sản thời hậu Chiến tranh lạnh, người tù tại Cintalapa, người Mapuche ở dãy Andes, người nghệ sĩ không có phòng tranh, người Di-gan ở Ba Lan, người Mohawk ở Québec, người hoạt động hòa bình ở Bosnia, người nội trợ cô đơn trong đêm thứ bảy ở bất kỳ nơi đâu tại México, người đình công ở CTM, phóng viên viết bài ở trang chót, người phụ nữ tại tàu điện ngầm vào lúc 10 giờ đêm, người nông dân không có ruộng đất, người công nhân thất nghiệp, người sinh viên bất tuân luật lệ, người bất mãn chủ nghĩa tân tự do, nhà văn không có người đọc hay tác phẩm, và dĩ nhiên, một người Zapatista ở miền núi Tây Nam México. Vì vậy Marcos là một con người như mọi con người trên thế giới này. Marcos là tất cả những người bị bóc lột, cô lập, nhóm thiểu số bị đàn áp đang phản kháng và nói lên câu "Quá đủ rồi !" | ” |
| — Tuyên cáo của ELZN, trả lời chính phủ México về việc Marcos có phải là người đồng tính hay không, | |   |

Marcos chịu nhiều ảnh hưởng của Carlos Monsiváis và Các Mác. Là một người chống chủ nghĩa tư bản nhưng ông không tìm kiếm một phương cách toàn diện để xử lý hết tất cả các vấn đề trong xã hội, thay vào đó ông cố gắng liên kết tất cả các phong trào đấu tranh lại với nhau mà không áp đặt một tư tưởng hay phương thức cụ thể nào. Ngoài Emiliano Zapata, Marcos cũng rất hâm mộ nhà cách mạng lừng danh Ernesto Che Guevara. Tư tưởng của Marcos được cho xem là gần với chủ nghĩa Mác và các yếu tố Dân túy trong đó - vốn xoay quanh những vấn đề về sự ngược đãi người dân của chính phủ và giới kinh doanh, nhấn mạnh một số điểm chung của hệ tư tưởng Zapata với chủ nghĩa xã hội tự do và chủ nghĩa vô chính phủ.
Trong thời kỳ đầu đến vùng Chiapas, Marcos là người theo chủ nghĩa Mao, tuy nhiên quá trình tiếp xúc với cư dân tại đây mang nhiều thay đổi trong tư tưởng của ông, cụ thể như cộng đồng cư dân bản địa trở thành trọng tâm của tư tưởng và phương pháp thực hành của Marcos. Kết quả là lý luận của ông trở nên gần hơn với phương pháp cấu trúc luận Mácxít hơn là theo các ý định ban đầu của nó, ngoài ra ta còn có thể thấy ảnh hưởng của Louis Althusser, Michel Foucault, Alain Badiou và nhiều người khác trong lý luận của Marcos. Ngoài ra, các bài luận của Marcos cũng có những điểm liên quan đến các lập luận của Antonio Gramsci, nhà sáng lập Đảng Cộng sản Ý, nhân vật gieo nhiều ảnh hưởng vào giới sinh viên cùng thế hệ với Marcos.

### Thế chiến thứ tư và Bảy mảnh ghép của Toàn cầu hóa
Trong một bài viết, Phó chỉ huy Marcos đề cập đến một khái niệm gọi là "Thế chiến thứ tư", bao hàm quá trình toàn cầu hóa và chủ nghĩa tân tự do. Còn cuộc chiến tranh Lạnh trước đó được ông gọi là "Thế chiến thứ ba". Marcos đã so sánh hai "cuộc chiến" này - một cuộc chiến cũ và một cuộc chiến mà con người đang tham gia - với nhau và nhận định: "Nếu Thế chiến thứ ba là cuộc đối đầu giữa chủ nghĩa tư bản và chủ nghĩa xã hội trên nhiều bình diện khác nhau với nhiều mức độ khác nhau, thế chiến thứ tư sẽ diễn ra giữa các trung tâm tài chính lớn trên quy mô toàn cầu và với cường độ khủng khiếp và liên tục." Ông cũng tuyên bố là sự toàn cầu hóa kinh tế sẽ gây ra thảm họa thông qua các chính sách tài chính:
| “                     | Cho đến cuối cuộc chiến tranh lạnh, chủ nghĩa tư bản đã tạo ra một tai họa về quân sự: đó là bom neutron, một vũ khí hủy diệt mạng sống trong khi không gây thiệt hại về vật chất. Tuy nhiên trong Thế chiến thứ tư, một kỳ tích khác đã được khám phá ra, đó là quả bom tài chính. Trái với những trái bom ném xuống Hiroshima và Nagasaki, quả bom mới này không những hủy diệt các thành thị và quốc gia, gây ra chết chóc, kinh hoàng và cảnh khốn cùng cho người dân sống tại đó, mà còn biến mục tiêu của nó thành một mảnh ghép khác trong bức tranh của sự toàn cầu hóa kinh tế. | ” |
| — Phó chỉ huy Marcos, | |   |

Marcos giải thích thêm: quả bom tài chính sẽ "hủy diệt nền tảng vật chất của chủ quyền của các quốc gia dân tộc và, trong việc sản sinh sự giảm dân số của chúng, gạt bỏ tất cả những người bị gán cho là không thích hợp với nền kinh tế mới, tỉ như là người dân bản xứ."  Marcos cũng cho rằng quá trình toàn cầu hóa và chủ nghĩa tân tự do sẽ dẫn đến sự mai một của những yếu tố văn hóa đặc trưng cho các xã hội khác nhau do ảnh hưởng đồng hóa của quá trình toàn cầu hóa theo kiểu tân tự do:
| “                     | Tất cả các nền văn hóa được hun đúc bởi các dân tộc - những dân tộc bản xứ đáng kính của châu Mỹ, nền văn minh rực rỡ của châu Âu, lịch sử uyên thâm của châu Á, và sự giàu có của tổ tiên của châu Phi và châu Đại dương - đang bị xói mòn bởi lối sống Mỹ. Theo phương cách này, chủ nghĩa tân tự do hủy diệt của các dân tộc và nhóm dân tộc nhằm mục đích xây dựng lại chúng theo một mô hình đơn nhất. Đây là một cuộc chiến tranh quy mô toàn cầu - thuộc loại tồi tệ nhất và tàn ác nhất - nhằm chống lại cả nhân loại. | ” |
| — Phó chỉ huy Marcos, | |   |

Marcos cũng đưa ra 7 mảnh ghép của toàn cầu hóa, đó là 1)Tập trung tài sản và tái phân phối sự nghèo khổ; 2)Sự toàn cầu hóa của bóc lột; 3)Cơn ác mộng của di cư; 4)Toàn cầu hóa kinh tế và phổ biến hóa tội ác; 5)Hợp pháp hóa bạo lực của những quyền lực bất hợp pháp; 6)Chính trị lớn và những con người nhỏ và 7)Những trung tâm kháng cự. Ông nhận định những mảnh ghép này không thể khít với nhau nhưng toàn cầu hóa lại cố ghép chúng lại, và vì thế mỗi người phải chung tay xây dựng một thể giới mới có thể chứa đựng nhiều thế giới và tất cả các thể giới với nhau. Trong bối cảnh này, Marcos cho rằng ELZN và các phong trào của người bản địa trên thế giới sẽ vùng dậy chống lại. Ông xem ELZN là một trong những trung tâm kháng cự.
| “         | Không chỉ tại những vùng núi non miền Đông Nam México mà người ta chống lại chủ nghĩa tân tự do. Ở những vùng khác của Méxcio, ở châu Mỹ La tinh, ở Hoa Kỳ và Canada, ở châu Âu thuộc Hiệp ước Maastricht, ở châu Phi, ở châu Á, ở châu Đại dương, những trung tâm kháng cự đang nảy nở. Mỗi trong số chúng có một lịch sử riêng, những đặc tính riêng biệt, có những điểm chung với nhau, có những yêu cầu, những đấu tranh và những thành tựu. Nếu con người muốn tồn tại và phát triển, hy vọng duy nhất của nó nằm tring những trung tâm được thành lập bởi những người bị gạt bỏ, những người bị bỏ mặc cho chết, những người bị coi là có thể bị vứt đi. | ” |
| — Marcos, | |   |

### Đánh giá về các lãnh tụ cánh tả
Marcos có những đánh giá trái ngược nhau về các lãnh tụ chính trị Mỹ Latinh, nhất là các lãnh tụ cánh tả. Ông bày tỏ sự kính phục sâu sắc với cựu lãnh đạo Cuba Fidel Castro và nhà cách mạng Che Guevara, và bày tỏ sự ủng hộ với Tổng thống Bolivia Evo Morales. Đối với cố tổng thống Venezuela Hugo Chavez, Marcos cho rằng ông này quá cứng rắn nhưng vẫn có công trong việc thực hiện những thay đổi mang tính cách mạng ở đất nước này. Trong khi đó, Marcos chỉ trích dữ dội cựu tổng thống Brasil Luiz Inácio Lula da Silva và tổng thống Nicaragua kiêm lãnh tụ Mặt trận giải phóng dân tộc Sandino là Daniel Ortega, ông cho hai người này là những kẻ phản bội đã bán đứng lý tưởng nguyên thủy của họ.

## Tác phẩm
Marcos viết hơn 200 bài luận và ấn hành 21 quyển sách trình bày về quan điểm chính trị và triết học của ông. Các bài luận và câu chuyện được tái sử dụng trong các cuốn sách. Marcos thường sử dụng lối biểu cảm gián tiếp, và mang tính ngụ ngôn, mặc dù một số bài viết thì dùng cách thể hiện trực tiếp hơn. Trong một lá thư vào tháng 11 năm 2003 gửi cho tổ chức ly khai của người Basque là ETA mang tựa đề "Tôi khinh ghét tất cả những kẻ tiền phong cách mạng trên hành tinh này", Marcos nói "Chúng tôi dạy những con cháu của EZLN rằng trên đời này có nhiều lời nói khác nhau giống như màu sắc và có quá nhiều suy nghĩ khác nhau nằm trong chúng, và đó là thế giới mà chúng ta sinh ra. Và chúng tôi dạy con cháu của mình là phải nói ra sự thật, điều này có nghĩa là nói bằng cả trái tim mình."
Trong một bài luận nổi tiếng vào năm 1992, Marcos bắt đầu mỗi "chương" (tổng cộng là 5 chương) bằng lối than phiền đặc trưng của mình:
"Chương này nói về phương cách mà chính quyền tối cao bị ám ảnh bởi sự nghèo khổ của người dân bản địa tại Chiapas và vung tiền vào khu vực này để xây dựng khách sạn, nhà tù, trại lính mà một sân bay quân sự. Nó cũng nói về phương cách mà những con quái vật dùng để ăn thịt uống máu người dân, cũng nhưng những sự khốn khổ và kém may mắn đã xảy ra. Một dúm những tên lái buôn, một trong số đó là nhà nước México, cướp hết tài sản khỏi Chiapas và để lại dấu ấn kinh khủng và độc hại ở đây."

"Chương này nói về câu chuyện của viên Tổng đốc bang, đại diện của viên Phó vương, và cuộc đấu tranh anh hùng của ông ta chống lại những tăng sĩ cấp tiến và cuộc phiêu lưu của ông ta với những con súc vật thời phong kiến, với cà phê và những ông trùm thương lái."

"Chương này nói về phương cách mà viên Phó vương nảy sinh một ý tưởng tuyệt vời và đem ý tưởng đó vào thực hành. Nó cũng nói về phương cách mà Đế quốc ban hành sắc lệnh giết chết chủ nghĩa xã hội, và tự cho mình nhiệm vụ thực thi sắc lệnh này với niềm vui sướng của giới quyền quý, sự khốn cùng của người thế cô, và sự lãnh đạm của đa số."

"Chương này nói về cách mà nhân phẩm và sự ngoan cường kết hợp với nhau ở miền Tây Nam, và cách mà hồn ma của Jacinto Pérez đi xuyên suốt vùng cao nguyên Chiapas. Nó cũng nói về sự nhẫn nại đã cạn sạch và những thứ khác đang xảy ra, vốn bị phớt lờ nhưng để lại nhiều hậu quả lớn."

"Chương này nói về cách mà nhân phẩm của người dân bản địa đang cố để người khác lắng nghe, nhưng tiếng nói của nó chỉ tồn tại trong một khoảnh khắc. Nó cũng nói về những tiếng nói đã được phát ra trước đây và bây giờ và người dân Da đỏ một lần nữa lại tiến bước về phía trước, nhưng lần này với những bước chân vững chắc."
Lối hành văn tỉnh lược, lãng mạn và châm biếm của Marcos có thể là cách mà ông giữ khoảng cách với những câu chuyện đau thương mà ông đang cố nói cho mọi người. Trong bất kỳ sự kiện này, những câu văn của ông đều có một mục đích, giống như là ông nói trong quyển sách năm 2002 tên là "Ngôn từ là vũ khí của chúng ta", một tuyển tập các bài viết, bài phát biểu, thi ca và thư từ của Marcos. Năm 2005, ông cùng với nhà văn Paco Ignacio Taibo II chung tay viết tiểu thuyết "Cái chết không dễ chịu".

## Ảnh hưởng
Bản mẫu:Libertarian socialism
| “                          | Phó chỉ huy Marcos, thành viên chủ chốt của phong trào Zapatista ở vùng Chiapas tại México, vượt quá sự định nghĩa thông thường, xuất hiện và biến mất trong sự chú ý của giới truyền thông, đấu tranh theo cách nhỏ bé, không đổ máu nhưng hùng hồn. Ông phát hành các bài xã luận, các câu chuyện, sách vở, và gần đây là càng nhiều yêu cầu hơn về quyền lợi của người bản địa như là một phần của "Chiến dịch Khác" có nội dung chỉ trích hệ thống bầu cử của México, một chiến dịch mà ông thực hiện trên một chiếc xe gắn máy nhằm tôn vinh chuyến hành trình của Che Guevara. Marcos là một người nổi loạn thời hậu hiện đại, một người lính du kích địa phương theo đường lối bất bạo động đã tìm được nhiều phương cách - thường là bằng công nghệ thay vì vũ khí - để làm đoản mạch hệ thống mạng lưới quyền lực đang thống trị. | ” |
| — Brian Gibson, Vue Weekly | |   |

| “              | Thật là hấp dẫn khi bác bỏ mô hình Zapatista với lý do nó chỉ thích hợp cho phong trào đấu tranh của người bản địa, nhưng hành động đó có nghĩa là hoàn toàn hiểu sai vấn đề. Lý do tại sao hiện nay có đến 45.000 trang nhà liên quan đến Zapatista, tại sao các bài luận của Marcos được dịch ra ít nhất 14 thứ tiếng, tại sao 22 quyển sách và 12 phim tài liệu về Zapatista được thực hiện, đó là có cái gì đó khiến lý thuyết Zapatista vang ra rất xa khỏi vùng Chiapas. Nó bao hàm định nghĩa nguyên gốc của cuộc cách mạng và nằm ở nơi quyền lực đáng ra nên hiện hữu. | ” |
| — Naomi Klein, | |   |

| “              | Nói cách khác, ông [Marcos] đơn giản là chúng ta: chính chúng ta là người lãnh đạo mà chúng ta đang tìm. | ” |
| — Naomi Klein, | |   |

Phần lớn mọi người đồng ý là Marcos là người có công trong việc đem tình trạng nghèo khổ của những cộng động người da đỏ bản địa tại México ra ánh sáng, trên bình diện địa phương lẫn quốc tế.